# Saukrieg

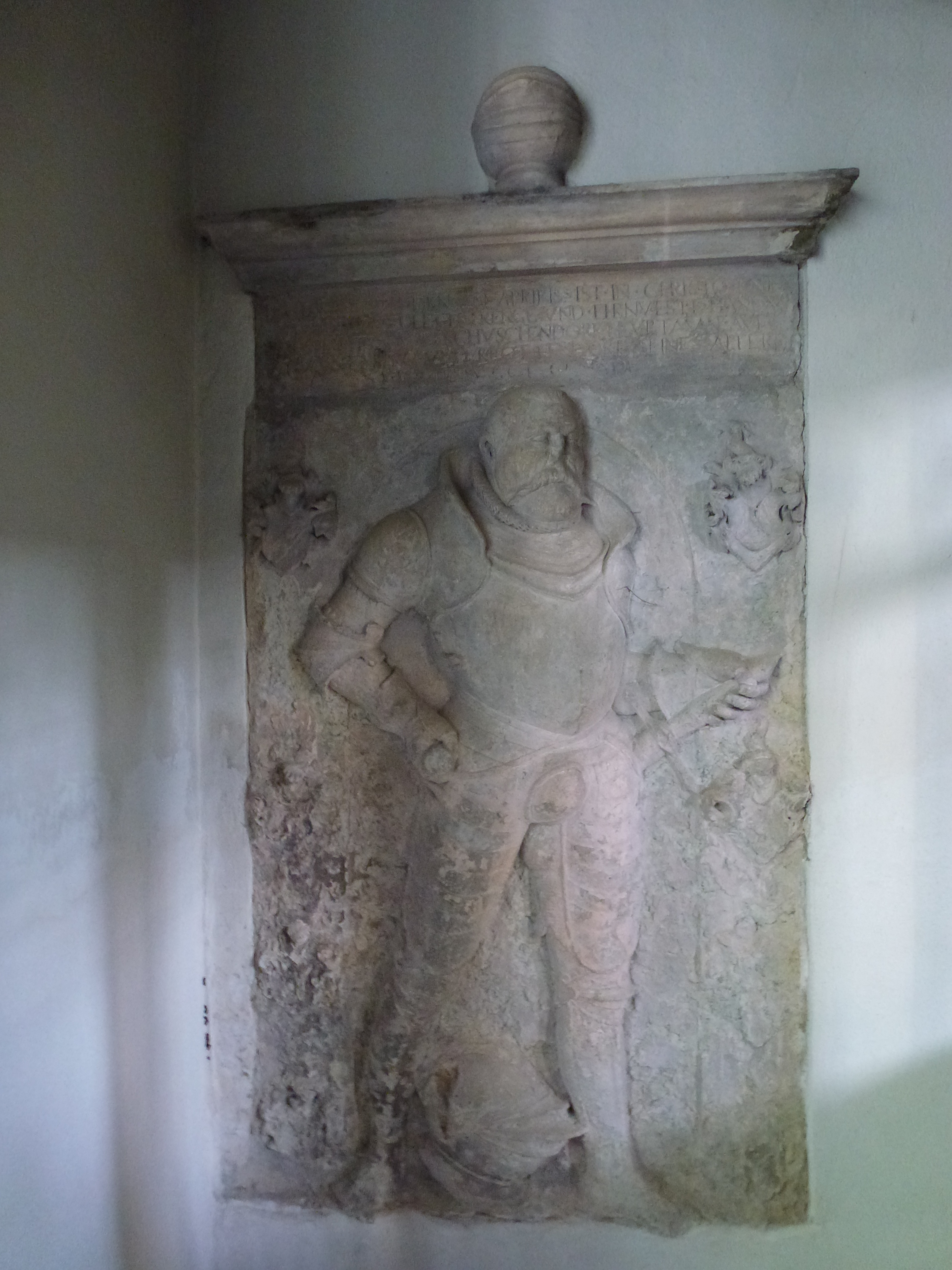
Grabmal des Hauptinitiators der Fehde, Hans von Carlowitz

Der sogenannte Saukrieg (1555–1558) war eine Fehde zwischen Hans von Carlowitz auf Zuschendorf und dem Bischof von Meißen Johann IX. von Haugwitz, in deren Verlauf Carlowitz zur Durchsetzung seiner Forderungen viele Schweine der Untertanen des Bischofs wegtreiben ließ, was die seltsame Bezeichnung der Fehde als Saukrieg erklärt.
Im Jahre 1555 starb der Bruder des Hans von Carlowitz, Nicolaus II. von Carlowitz, der Bischof von Meißen war. Ihm folgte der Bischof Johann IX. von Haugwitz. Wegen des Erbes des Bischofs entwickelte sich ein Streit zwischen dem nachfolgenden Bischof und des verstorbenen Bruders Söhnen, insbesondere Hans von Carlowitz zu Zuschendorf.
Die Carlowitze befehdeten den neuen Bischof und jagten ihn aus seiner Residenz Stolpen. In den Dörfern um Stolpen und Wurzen drang ein kleiner Trupp bewaffneter Männer ohne Gegenwehr ein und richtete großen Schaden an. Der Überlieferung nach wurden angeblich 700 weidende Schweine weggetrieben.
Da der Bischof an keinem Ort seines Stifts mehr sicher sein konnte, musste er 1558 vor seinem Feind bis nach Prag fliehen. Schließlich vermittelte Kurfürst August die Streitigkeiten. Nach dem getroffenen Vergleich erhielt Carlowitz angeblich vom Bischof 4000 Gulden für aufgewendete Kosten ausgezahlt. Damit war die letzte Fehde in Sachsen beendet.
In der Marienkirche Dohna im nordöstlichen Betstübchen befindet sich das Grabmal mit der Skulptur des Hauptinitiators dieser Fehde, des Ritters Hans von Carlowitz, dessen Adelsgeschlecht bis zum Untergang der Burggrafschaft Dohna Vasallen der Burggrafen von Dohna waren.